# Kóstas Georgákis
Kóstas Georgákis (grec moderne : Κώστας Γεωργάκης) né le 23 août 1948 à Corfou et mort le 19 septembre 1970  est un étudiant grec qui s'immola par le feu à Gênes pour protester contre la dictature des colonels.